# ULAS J003402.77−005206.7
Désignations
ULAS J003402.77-005206.7 (également nommé ULAS J0034-00) est une naine brune de type T9 située dans la constellation de la Baleine.
ULAS J0034-00 est l’une des naines brunes les plus froides connues. Elle a été identifiée pour la première fois dans les données du télescope infrarouge britannique (UKIRT) Infrared Deep Sky Survey (UKIDSS). Les spectres infrarouges pris par la suite avec l’instrument IRS sur le télescope spatial Spitzer donnent une température effective estimée entre 550 et 600 K et n’émettent aucune lumière visible. Sa masse est estimée entre 5 et 20 MJ et son âge entre 0,1 et 2,0 milliards d’années.